# Mama Muh und die Krähe
Mama Muh und die Krähe (Originaltitel: Mamma Mu & Kråkan) ist eine schwedisch-deutsche Zeichentrickserie, die zwischen 2009 und 2010 produziert wurde. Am 25. Dezember 2010 wurde außerdem ein gleichnamiger Spielfilm ausgestrahlt. Die Geschichte basiert auf den schwedischen Kinderbüchern von Tomas Wieslander, Jujja Wieslander und Sven Nordqvist.

## Handlung
Die Kuh „Mama Muh“ und der Krähenmann „Krah“ lernen sich eines Tages in der Nähe eines Sees auf einer Wiese kennen, als Mama Muh neugierig die Kinder beim Schwimmen beobachtet. Mama Muh beobachtet im weiteren Verlauf der Serie noch weitere Menschen. Davon ist Krah zwar beeindruckt, will aber eigentlich nichts mit ihr zu tun haben, da sie sich nicht typisch für eine Kuh verhält. Statt Gras zu fressen und auf der Weide zu liegen, unternimmt sie lieber körperliche Aktivitäten und sucht nach Abenteuern und fordert dabei Krah immer wieder auf, mitzumachen. Von dort an stürzen sie sich immer in neue Herausforderungen und werden zu guten Freunden.

## Produktion und Veröffentlichung
Die Serie entstand zwischen 2009 und 2010 in schwedisch-deutscher Produktion. Regie führte Igor Veyshtagin und das Drehbuch schrieben Jujja Wieslander und Tomas Wieslander. Zuständig für die Produktion ist die Telepool GmbH.
Die deutsche Erstausstrahlung erfolgte am 10. November 2010 auf KiKA. Weitere Ausstrahlungen erfolgten auf ORF eins. Der Film, die Serie und ein Weihnachts- und Jubiläums-Special wurden als DVD veröffentlicht, die Serie und die Jubiläums-Edition außerdem als Blu-ray Disc.

## Episodenliste
| Folge | deutscher Titel                      | deutsche Erstausstrahlung |
| 1     | Mama Muh und die Krähe               | 10. November 2010         |
| 2     | Mama Muh fährt Fahrrad               | 11. November 2010         |
| 3     | Mama Muh und Krah gehen angeln       | 12. November 2010         |
| 4     | Krah räumt auf                       | 15. November 2010         |
| 5     | Mama Muh auf der Schaukel            | 16. November 2010         |
| 6     | Mama Muh ist verletzt                | 17. November 2010         |
| 7     | Mama Muh tanzt                       | 18. November 2010         |
| 8     | Krah zieht um                        | 19. November 2010         |
| 9     | Mama Muh und Krah feiern Weihnachten | 22. November 2010         |
| 10    | Mama Muh baut ein Baumhaus           | 23. November 2010         |
| 11    | Mama Muh auf der Rutsche             | 24. November 2010         |
| 12    | Mama Muh fährt Schlitten             | 25. November 2010         |
| 13    | Mama Muh geht schwimmen              | 26. November 2010         |

## Bücher
Seit August 1993 wurden mehrere Bücher über Mama Muh veröffentlicht, die auch als Hörbuch umgesetzt werden. Zurzeit sind dies folgende 14 Bände:
- Mama Muh schaukelt (Originaltitel Mamma Mu gungar), 01.02.1993 (ISBN 978-3-7891-7303-5)
- Mama Muh fährt Schlitten (Originaltitel Mamma Mu åker bobb), 01.08.1994 (ISBN 978-3-7891-7304-2)
- Mama Muh und die Krähe (Originaltitel Mamma Mu och Kråkan), 01.02.1995 (ISBN 978-3-7891-5105-7)
- Mama Muh baut ein Baumhaus (Originaltitel Mamma Mu bygger koja), 01.02.1996 (ISBN 978-3-7891-7305-9)
- Mama Muh räumt auf (Originaltitel Mamma Mu städar), 01.02.1997 (ISBN 978-3-7891-7307-3)
- Mama Muh will rutschen (Originaltitel Mamma Mu åker rutschkana), 01.02.2004 (ISBN 978-3-7891-7315-8)
- Mama Muh und der Kletterbaum (Originaltitel Mamma Mu klättrar i träd), 01.08.2005 (ISBN 978-3-7891-5121-7)
- Mama Muh braucht ein Pflaster (Originaltitel Mamma Mu får ett sår), 01.02.2006 (ISBN 978-3-7891-7319-6)
- Mama Muh feiert Weihnachten (Originaltitel Mamma Mu och Krákans jul), 01.09.2009 (ISBN 978-3-7891-7329-5)
- Mama Muh liest (Originaltitel Mamma Mu läser), 01.10.2011 (ISBN 978-3-7891-7336-3)
- Mama Muh geht schwimmen (Originaltitel Mamma Mu simmar), 20.10.2014 (ISBN 978-3-7891-7875-7)
- Mama Muh fährt Boot (Originaltitel Mera fart, Mamma Mu), 25.07.2016 (ISBN 978-3-7891-0430-5)
- Mama Muh spielt Sommer (Originaltitel Mamma Mu låtsas), 24.09.2018 (ISBN 978-3-7891-0955-3)
- Mama Muh und Krähe werden Freunde (Originaltitel När Mamma Mu mötte Kråkan), 06.02.2021 (ISBN 978-3-7512-0007-3)